# 東邦出版
東邦出版株式会社（とうほうしゅっぱん）は、東京都新宿区西早稲田に本社をおく出版社である。

## 概要
主に競馬、サッカー、格闘技等のスポーツ関連書籍を発行している。近年では「F1モデリング」、「JAPAN CLASS」、「KAMINOGE」、「自然栽培」等の各分野の雑誌の発行、海外のスポーツ翻訳書や一般書籍の刊行も多い。出版社としての歴史も古く、1960年代から70年代にかけて、『東邦出版社』として、文学作品を中心に出版活動もしていた出版社。
出版不況による経営悪化などから、2019年10月に「KAMINOGE」の版権を玄文社へ譲渡。
2019年11月19日に、民事再生法の申請を行う方針であることが明らかとなり、同年12月2日に東京地方裁判所へ民事再生法の適用を申請した。関連会社であるシーロック出版社とデジタルビューの2社は、同年11月1日に事業を停止し、事後処理を弁護士に一任。シーロック出版社とデジタルビューは、同年12月11日に東京地方裁判所から破産手続開始決定を受けた。
出版していた刊行雑誌の内、「自然栽培」「JAPAN CLASS」「バリバリマシンLegend」の3誌は、2019年12月3日に休刊することが発表された。東邦出版は、3誌の版権を他社へ譲渡するとしている。
2020年2月5日　『フランチェスコ・トッティ自伝「キャプテン魂」』を発売。再建へ。

## 受賞作品
- 第20回ミズノスポーツライター賞最優秀賞

2009年、ヨーロッパ各地のサッカー事情を取材した『フットボールの犬』（東邦出版、2009年）/宇都宮徹壱が第20回ミズノスポーツライター賞最優秀賞を受賞。
のちに、2011年に幻冬舎文庫より発売。
- 第1回（2014年）サッカー本大賞サッカー本大賞（さっかーぼんたいしょう）とは2014年（平成26年）に設立されたサッカーの書籍を対象にした文学賞

　・優秀作品　ザ・シークレット・フットボーラー著／澤山大輔 訳『ザ・シークレット・フットボーラー』（東邦出版）
　・いとうやまね 著『フットボールde国歌大合唱！』（東邦出版）
- 第2回（2015年）サッカー本大賞優秀作品　川端暁彦 著『Jの新人　Jリーグ新加入170選手の価値 2014』（東邦出版）
- 第4回（2017年）サッカー本大賞優秀作品　スティーヴン・ジェラード 著 小林玲子訳『君はひとりじゃない スティーヴン・ジェラード自伝』（東邦出版）

## 主な出版物
- 坂上忍『力を引き出すヒント 「9個のダメ出し、1個の褒め言葉」が効く!』
- ビートきよし『相方 ビートたけしとの幸福』
- 木村秋則『すべては宇宙の采配』『お役に立つ』生き方 ~10の講演会から~』『大切な人を早死にさせない食』　季刊誌　監修『自然栽培』
- 哀川翔『早起き3億の徳』『俺のハワイ、男のHAWAII』
- 野村克也『私が見た最高の選手、最低の選手』
- 三浦知良『BOA SORTE KAZN 三浦知良フォトブック』
- ズラタン・イブラヒモビッチ『I　AM　ZLATAN　ズラタン・イブラヒモビッチ自伝』
- ドン・フェルダー『ドン・フェルダー自伝　天国と地獄　イーグルスという人生』
- 宇都宮徹壱『フットボールの犬』
- 後藤浩輝『意外に大変。』『後藤浩輝の“戯言”』
- オリビエ・ペリエ『野望ありマス』
- 須田鷹雄『ガラット―須田鷹雄の新理論』
- 合田直弘『海外競馬完全読本』
- 浅野靖典『廃競馬場巡礼』
- 桜庭和志『ぼく。―桜庭和志大全集』
- 田村潔司『孤高の選択』
- 真樹日佐夫『無比人』『格闘家は女々しい奴が9割』『真樹日佐夫の百花繚乱交遊録』
- 金沢克彦『風になれ』（鈴木みのるへのインタビュー）
- 家本政明・岡田康宏『主審告白』
- 児玉光雄『唯一無二の精神に学ぶイチロー心理』『イチロー思考』『オシム知将の教え』
- 土田和歌子『身体障がい者スポーツ完全ガイド』
- Wコロン『なぞかけで「脳活」!』
- ヒロシ『ヒロシです。華も嵐ものり越えて』
- テレンス・リー『俺は戦争下請け屋』『誰が子供を狙うのか』『宇宙一せまい授業!』
- 苫米地英人『「怒らない」選択法、「怒る」技術』
- ローランド・レイゼンビー『マイケル・ジョーダン　父さん。僕の人生をどう思う?』『コービー・ブライアント　失う勇気　最高の男(ザ・マン)になるためさ!』
- 監修　円谷プロダクション　『「ウルトラマン」の熱い熱い名セリフ』
- 弥永英晃　『スグ効くおやすみ絵本 子猫のクウねむり城への大冒険』
- 小池義孝『巻き肩は治る！』

## 主な刊行雑誌
他社へ譲渡された刊行雑誌
- 『KAMINOGE(かみのげ)』かつて存在していた世の中とプロレスする雑誌「紙のプロレス」の後継誌。プロレス、格闘技を中心として世の中のおもしろい人・モノ・コトを紹介するこれまでの雑誌表紙とインタビューに掲載された芸能人はロック歌手の矢沢永吉、甲本ヒロト、俳優岩城滉一、スラムダンクの漫画家井上雄彦、氣志團の綾小路翔、ジブリの鈴木敏夫、極楽トンボの加藤浩次、みうらじゅん、菊地凛子、ジャイアント馬場、須藤元気、佐山サトル、乙武洋匡、前田日明、桜庭和志などが起用された。東邦出版ではvol.94まで発行し、vol.95以降は玄文社より発行。

休刊となった刊行雑誌
- 『自然栽培』(季刊誌)奇跡のリンゴ農家の木村秋則の活動を報告する季刊誌であり、本人監修である。2019年9月発行のvol.20をもって休刊。
- 『JAPAN CLASS』 外国人から見た日本のすごい所を紹介する雑誌。第24弾をもって休刊。
- 『バリバリマシン』 平和出版株式会社より発行されていた自動二輪車の走り屋（≒暴走族）を対象に特化したオートバイ雑誌。“バリマシ”もしくは“BBM”と省略されて表現される事もある。　2017年9月18日にFacebook上にて元編集長・高橋が2017年12月29日に東邦出版から書籍「バリバリマシンLegend」として15年ぶりに復活させると宣言。東邦出版より復刊された。2020年1月にvol.9を発行する予定であったが、東邦出版の民事再生手続によりvol.8をもって休刊。

その他の刊行雑誌
- 『F1モデリング』F1レーサーのインタビューや試合などを紹介する専門雑誌　『F1モデリング』（F1 Modeling）は、かつて山海堂が発売していたF1専門誌。2008年7月上旬に東邦出版から復刊された。

## 旧東邦出版社
1960年代から70年代にかけて、『東邦出版社』として、文学作品を中心に出版活動をしていた。1979年に現在の社名になったあとも、その当時の出版物で在庫のあったものは注文に応じて販売していた。
当時の主な出版物
- 霜多正次　『道の島』（第一部）
- 中里喜昭　『分岐・解体』
- 金達寿　『朴達の裁判』
- 稲沢潤子　『紀子の場合』
- 村山知義　『演劇的自叙伝』（第3巻まで）
- 窪田精　『春島物語』

#### 広報資料・プレスリリースなど一次資料
1. ↑  『自然栽培』を定期購読されている読者の皆様へ[リンク切れ]東邦出版 2019年12月3日
2. ↑  『バリバリマシン Legend』を定期購読されている読者の皆様へ[リンク切れ]東邦出版 2019年12月3日
3. ↑  『JAPAN CLASS』を定期購読されている読者の皆様へ[リンク切れ]東邦出版 2019年12月3日